# جائزة أستراليا الكبرى 1969
جائزة أستراليا الكبرى 1969 هو سباق فورمولا 1 أقيم بتاريخ 2 فبراير 1969 في بريزبان، كوينزلاند.